# 布隆迪国徽
布隆迪國徽啟用於1966年，為盾徽，紅地、金邊，繪有金色的獅頭。盾後有三枝矛。上方綬帶用法语書以布隆迪共和國國家格言「統一、勞動、進步」。